# Conwy (ville)
Pour les articles homonymes, voir Conwy.
Conwy est une ville maritime du pays de Galles, située dans le comté homonyme, à 35 km au nord-est de Caernarfon, à l'embouchure de la rivière Conwy (3 800 habitants).
Construits en même temps que le château, les remparts de la ville datent du XIIIe siècle. Ils mesurent 11 m de haut sur 2 m d'épaisseur et encerclent la ville sur trois côtés. L'ensemble est défendu par 21 tours et 3 portes.

## Histoire

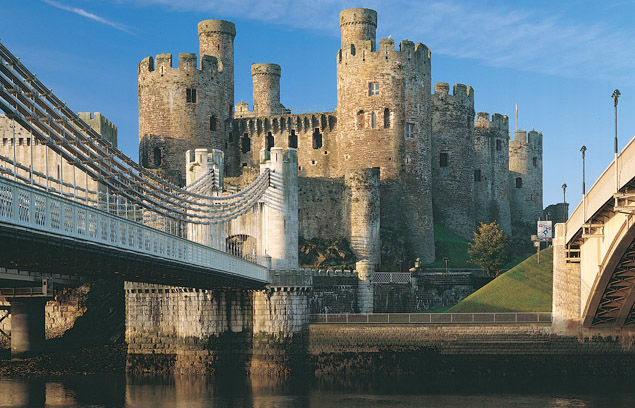
Château de Conwy et le pont suspendu

Le château a été bâti par Édouard Ier d'Angleterre en 1284, après transfert de l'abbaye d'Aberconwy à Maenan.
La ville a été prise par Cromwell en 1645.
Le peintre anglais William Turner a réalisé en 1798, une aquarelle intitulée Château de Conway, au nord du Pays de Galles qui est conservée au Getty Museum, à Los Angeles.

## Environnement
La rivière Conwy draine un ancien bassin industriel, source de métaux lourds dans l'eau et les sédiments

## Patrimoine culturel
Outre son magnifique château fort, inscrit sur la Liste du patrimoine mondial de l'Unesco, Conwy possède deux ponts historiques exceptionnels, datant de la Révolution industrielle : le pont suspendu de l'ingénieur Thomas Telford (1826) et le pont ferroviaire tubulaire de l'ingénieur Robert Stephenson (1850).

## Personnalités
- Hugh Iorys Hughes, a résidé à Conwy, il testa non loin à Conwy Morfa un prototype de caisson qui inspirera la construction des ports artificiels Mulberry de l'opération Overlord.
- Rosa Lee (1884-1976), mathématicienne britannique, est née à Conwy.